# Civil Rights Act (1960)
Il Civil Rights Act del 1960 è una legge federale degli Stati Uniti d'America che stabilisce il controllo federale sulla registrazione degli elettori ai seggi locali. Inoltre introduce pene per chiunque ostacoli la volontà di registrarsi alle liste elettorali o chiunque impedisca il voto stesso. La legge prese avvio e fu completamento del Civil Rights Act del 1957.

## Iter di approvazione
La legge fu firmata dal presidente Dwight Eisenhower il 6 maggio 1960.